# Болотских, Елена Григорьевна
Еле́на Григо́рьевна Боло́тских (род. 1 октября 1952, Москва, СССР) — российский живописец, дизайнер, мастер гобелена и педагог, профессор (2011). Кандидат педагогических наук (1985).
Почётный член Российской академии художеств (2016). Заслуженный художник Российской Федерации (2011). Член Союза художников СССР с 1988 года.

## Биография
Родилась 1 октября 1952 года в Москве.
В 1974 году окончила МГПИ им. В. И. Ленина (ныне МПГУ), художественно-графический факультет (педагоги В. П. Ефанов, В. А. Дрезнина, А. П. Суровцев).
С 1977 года — активный участник, республиканских и всесоюзных выставок.
В 1984 году окончила аспирантуру при МГПИ им. В. И. Ленина, и в 1985 году защитила кандидатскую диссертацию.
С 1988 года — член Союза художников СССР.
С 1991 по 2000-е гг жила и работала в США.
16 апреля 2016 года избрана Почётным членом Российской академии художеств.
Ныне живёт и работает в Москве.

### Педагогическая деятельность
- 1979—1988 гг. — ассистент, старший преподаватель кафедры прикладного искусства МГПИ им. В. И. Ленина
- 1989 г. — приглашенный профессор в Институте изобразительных и декоративно-прикладных искусств в Осло, Норвегия
- 1990 г. — приглашенный профессор Норвежской академии художеств
- 1991 г. — преподаватель основ композиции в Беловью комьюнити колледж, США
- 1992—1994 гг. — приглашенный профессор в Сиэтл Пасифик университет штата Вашингтон, США
- 1995—1998 гг. — приглашенный профессор в Художественном институте Корниш в Сиэтле, США
- С 2006 г. — преподает на кафедре дизайна среды в Российской государственной специализированной академии искусств в Москве. С 2011 г. — профессор

## Выставки
- 1987 — Персональная выставка. ЦДРИ. Москва.
- 1988 — Персональная выставка. Галерея «Кассандра». Дробак. Норвегия.
- 1989 — Персональная выставка. ЦДХ. Москва.
  - Персональная выставка. Музей культуры. Сарпсборг. Норвегия.
- 1990 — Персональная выставка. «Za» Арт Галлери. Тулуза. Франция.
  - Персональная выставка. Музей культуры. Монпелье. Франция.
- 1991 — Девидсон Галлери «Москва — Владивосток». Сиэтл. США.
- 1992 — Персональная выставка. Игл Аи Галлери. Сиэтл. США.
  - Персональная выставка. Бамбершют. «Алтари». Сиэтл центр. США. Международная выставка инсталляций.
- 1993 — Персональная выставка «Образы для времени согласия». Четуинд Степлтон Галлери. Портланд. США.
- 1994 — Персональная выставка «Московские впечатления». Мосс Бей Галлери. Керкленд. США.
  - Персональная выставка «Птица — Сирин или политическое восстание в Москве под разными углами». Игл Аи Галлери. Сиэтл. США.
- 1995 — Персональная выставка «Взгляд сквозь палитру художника на события в Москве». Мосс Бей Галлери. Керкланд. США.
  - Персональная выставка. Ин Сайте Галлери. Сиэтл. США.
- 1996 — Персональная выставка. Галерея «Норе». Эдмондс. США.
  - Персональная выставка. Арт Центр Галлери. Сиэтл. США.
  - Персональная выставка. A.B.s Галлери. Сиэтл. США.
- 1997 — Персональная выставка. галерея «Метрополис». Сиэтл. США.
  - Персональная выставка. Галерея Березкиной. Керкленд. США.
  - Персональная выставка. Музей города Лонг Бич. США.
- 1998 — Персональная выставка в Российском посольстве. Вашингтон. США.
- 2001 — Персональная выставка «Встреча». галерея «А — 3». Москва.
- 2003 — Персональная выставка. Зал МОСХ России на Беговой. Москва.
- 2004 — Персональная выставка «Три радости». Музейно-выставочный комплекс «ЭСКО». Москва.
- 2012 — Персональная выставка к 60-летнему юбилею. Зал МСХ на Старосадском пер. 5. Москва.
- 2013 — Персональная выставка «Видимое и невидимое», картинная галерея г. Электроугли.
- 2015 — Персональная экспозиция в весенней выставке «Творческие среды», ЦДХ, Крымский вал, 10, Москва.
- 2015 — Выставка в посольстве Чили «Поэзия Чили, живопись России», 26 ноября — 26 января 2015, Денежный пер., Москва
- 2016 — Выставка «Ангелиада» в творческой мастерской «Lego», Мал. Кисловский пер., 3, Москва.
- 2016 — Юбилейная выставка «Творческие среды», ЦДХ, Москва.

Произведения Елены Болотских находятся в музее Современного искусства в Москве, музее города Лонг Бич (США), музее Культуры города Монпелье (Франция) и музее Культуры города Сарпсборг (Норвегия), а также в частных коллекциях и галереях стран Европы и Северной Америки.

## Награды
- Заслуженный художник РФ (2011)
- Золотая медаль Союза художников России
- Лауреат конкурса имени Виктора Попкова в номинации «жанровая картина» (2009)
- Медаль Московского Союза Художников (2010)
- Почетная грамота Министерства Культуры РФ
- Диплом Российской Академии Художеств (2011)
- Золотая медаль МОСХ России (2012)